# ニャック・ポアン

ニャック・ポアンの構成（標記: 英語）

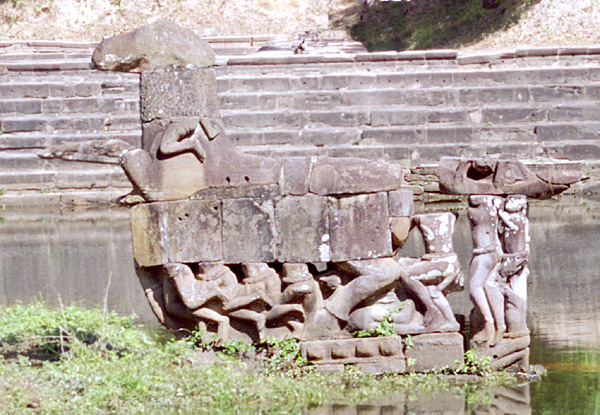
神馬バラーハ（観音菩薩の化身）の像

ニャック・ポアン（Neak Pean、クメール語: ប្រាសាទនាគព័ន្ធ、「絡み合うヘビ」、英語: The entwined serpents）は、カンボジアのアンコール地域において、12世紀の後半、王ジャヤーヴァルマン7世の統治時代に築かれた プリヤ・カーンのバライにある丸い島に仏教寺院を備えた人工の島であり、プリヤ・カーン・バライ（碑文の「ジャヤタターカ」‘Jayatataka’）の「メボン」‘Mebon’ である。

## 名称
名称は、寺院構造の基壇の周りを取り囲むヘビ（ナーガ）の彫刻に由来する。円形の基壇の東側で分かれる2匹が、西側で尾を絡ませている。neak（ニャック）はサンスクリットの naga のクメール語訳である。

## 構成
中央に設けられた1辺70メートルの大きな人工池の中心に、円形の基壇が築かれ、その上に中央祠堂がある。
一部の歴史学者は、ニャック・ポアンは、その水域が万病を治すとされるヒマラヤ山脈の架空の湖、アナヴァタプタ（阿那婆達多）を表すものと捉えている。
ニャック・ポアンは、もともとは医療の目的のために設計され、ジャヤーヴァルマン7世が建てた多くの病院のうちの1つであった。それは平衡（バランス）における古代ヒンドゥー教の考えに基づいている。古代の人たちは、これらの池に入り、沐浴することで自然的要素の平衡を養い、それにより病気を治すと信じていた。
4つの結合する池は、水、土、火、風を象徴する。それら4つの癒しの池はそれぞれ中央の水源である主水槽と石の水路によって繋がれ、四大獣 (maha ajaneya pasu)、すなわちゾウ、ライオン（獅子）、ウマ、ウシ（牡牛）が、それぞれ北、南、西、東の方向をつかさどる。小祠堂の石の樋口はそれらの動物の頭部を象徴して造られているが、東だけは例外であり、牡牛の代わりにヒトの頭部を表している。
| 各小祠堂に設けられた樋口の装飾左: ゾウ（北）。右: ライオン（南）。  |  | 各小祠堂に設けられた樋口の装飾左: ゾウ（北）。右: ライオン（南）。 |
| 各小祠堂に設けられた樋口の装飾 左: ゾウ（北）。右: ライオン（南）。 |  |                                                                    |

| 左: ウマ（西）。右: ヒト（東）。 |  | 左: ウマ（西）。右: ヒト（東）。 |
| 左: ウマ（西）。右: ヒト（東）。 |  |                                  |

中央の池の東側には、バラーハ (Balaha, 観音菩薩が変身した馬）が、人食い鬼女から逃げる船乗りらを救おうとする彫像がある。この彫像は破壊された形で見つかり、1920年代にフランス極東学院 (EFEO) によって部分的に復元された。

## 画像

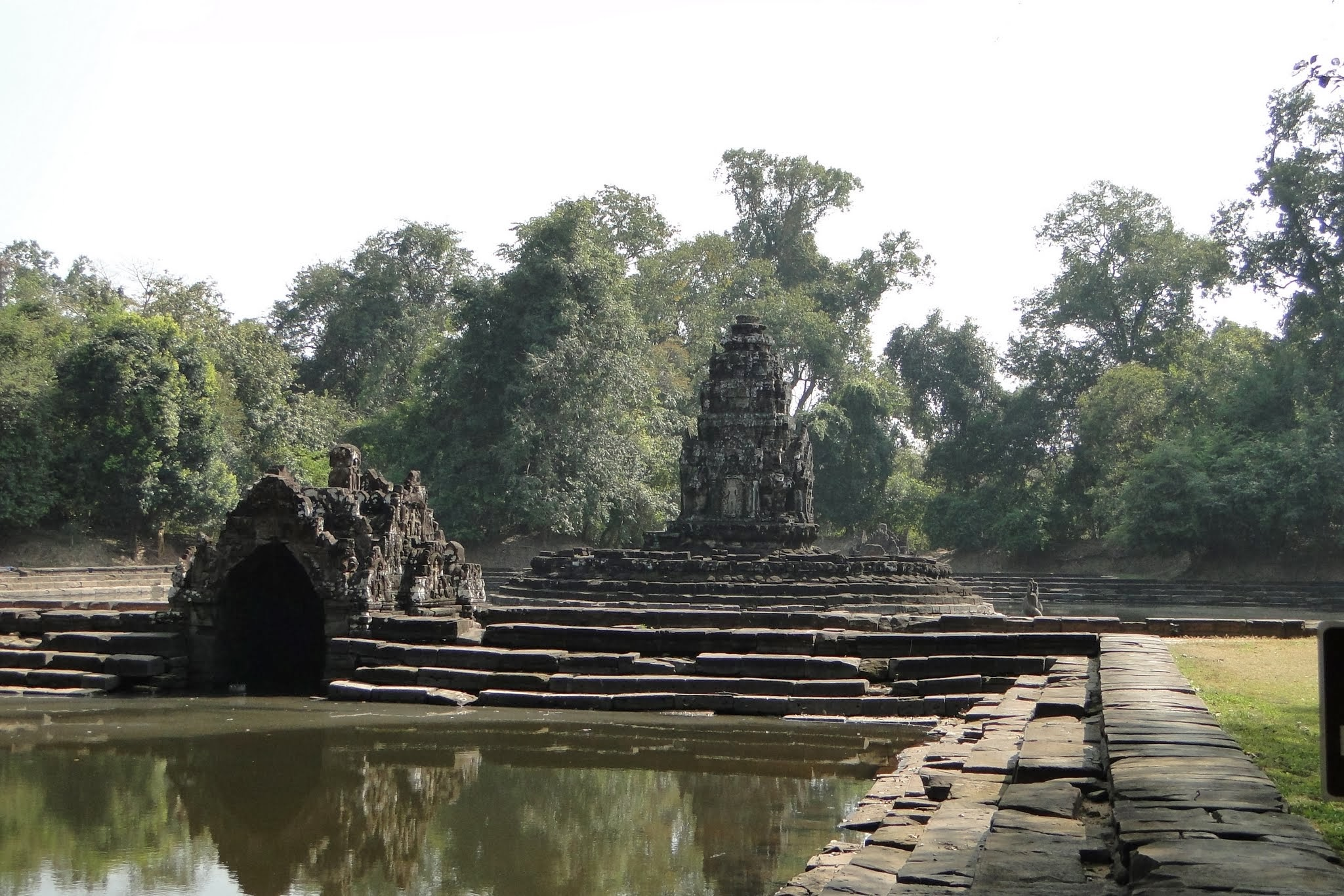
小池と中央池の中央祠堂
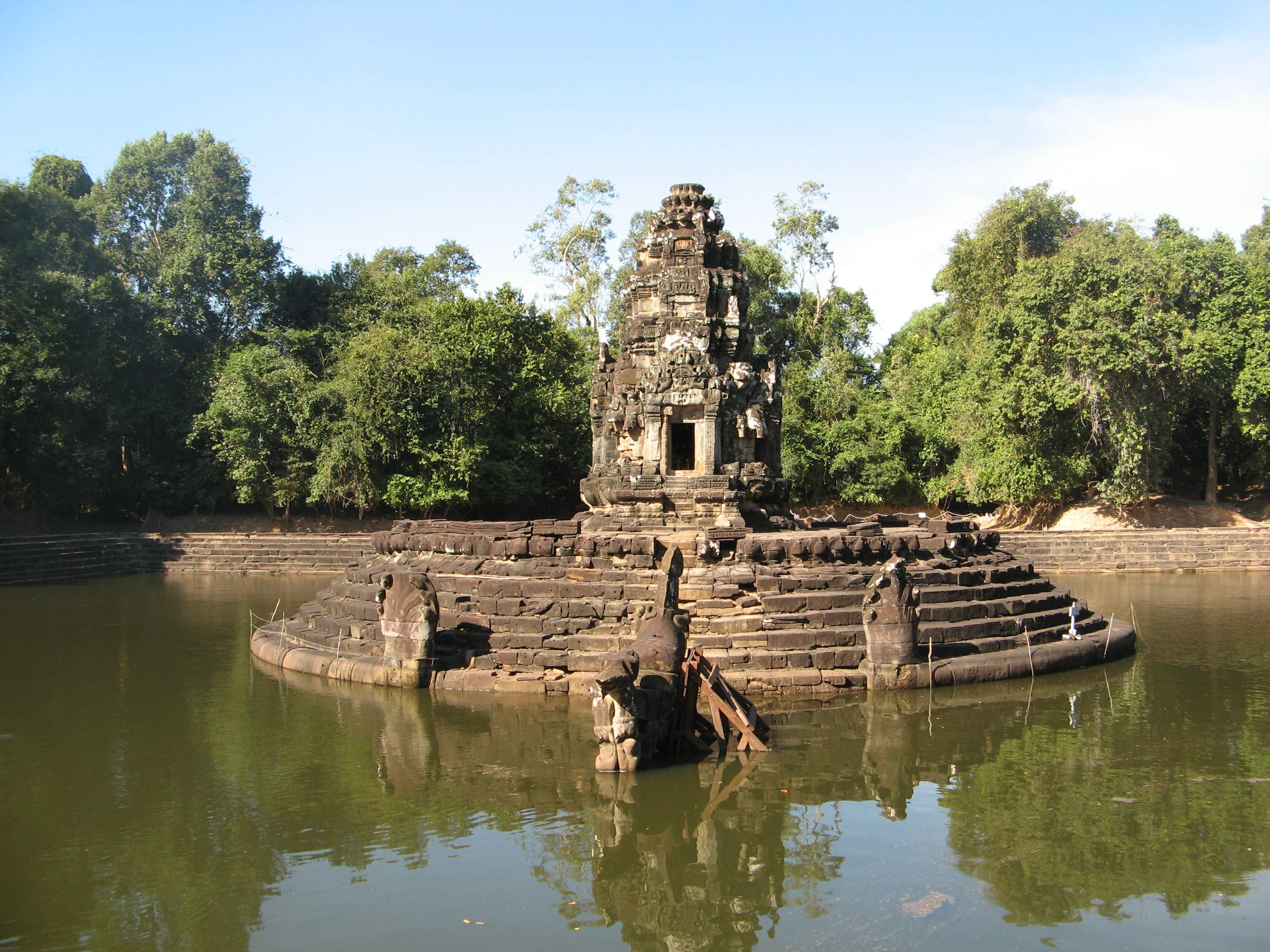
中央祠堂